# Prix lémanique de la traduction
Le Prix lémanique de la traduction est un prix littéraire créé à Lausanne en 1985 récompensant simultanément tous les trois ans un traducteur du français vers l'allemand et un traducteur de l'allemand vers le français. 

## Fondation
Le Prix est créé en 1985 par la Fondation du même nom avec pour partenaires le Centre de traduction littéraire de l'Université de Lausanne, le Collège de traducteurs Looren, la Fondation Jan Michalski pour l’écriture et la littérature, la Fondation de Famille Sandoz, la Loterie romande et les ambassades de France et d'Allemagne en Suisse.

## Prix
Le prix récompense « des auteurs de traductions de haute qualité, d'allemand en français ou de français en allemand, s'agissant d'œuvres littéraires, philosophiques ou scientifiques qui présentent un grand intérêt pour chacune des cultures ». Il est attribué  simultanément tous les trois ans à un traducteur de l'allemand vers le français et à un traducteur du français vers l'allemand.

## Lauréats
- 2021: Nicole Taubes et Nicola Denis
- 2018: Jean-Pierre Lefebvre et Elisabeth Edl (de)
- 2015 : Jean-Yves Masson (France) et Holger Fock (Allemagne)
- 2012 : Jacques Legrand (France) et Andrea Spingler (Allemagne)
- 2009 : Bernard Kreiss (France) et Eva Moldenhauer (de) (Allemagne)
- 2006 : Marion Graf (Suisse romande) et Josef Winiger (de) (Allemagne)
- 2003 : Claude Porcell (France) et Hans Stilett (Allemagne)
- 2000 : Colette Kowalski (France) et Yla M. von Dach (Suisse alémanique)
- 1997 : Étienne Barilier (Suisse romande) et Hanno Helbling (de) (Suisse alémanique)
- 1994 : Georges-Arthur Goldschmidt (France) et Brigitte Weidmann (Allemagne)
- 1991 : Gilbert Musy (Suisse romande) et Helmut Kossodo (de) (Allemagne)
- 1988 : Philippe Jaccottet (Suisse romande) et Elmar Tophoven (Allemagne)
- 1985 : Walter Weideli (Suisse romande) et Eugen Helmlé (Allemagne)